# Acer creticum
Acer creticum é uma espécie de árvore do gênero Acer, pertencente à família Aceraceae.